# Repubblica dello Yucatán
La Repubblica dello Yucatán fu uno Stato che esistette nel XIX secolo e comprendeva gli attuali Stati Messicani di Campeche, Quintana Roo e Yucatán, che al tempo della dominazione spagnola costituivano il vicereame di Yucatán, dipendente dalla Nuova Spagna.
La Costituzione yucateca fu una delle più avanzate del tempo in America Latina: si impiegarono termini come garanzie individuali, libertà religiosa, e la figura giuridica dell'amparo.
Durante la Seconda Repubblica (1843-1848) a causa di una grave crisi originata dalla guerra delle caste (Guerra de Castas), lo Yucatán fu costretto a chiedere aiuto al Messico, in cambio della sua reincorporazione nella Federazione Messicana.

## Epoca coloniale in Yucatán e indipendenza dalla Spagna

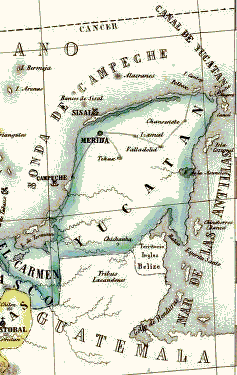
Intendencia de Yucatán

Nel 1617 lo Yucatán fu considerata una Capitaneria Generale della Nuova Spagna; grazie alla sua situazione geografica, mantenne una certa libertà.
Durante il vicereame spagnolo, la Provincia e Capitaneria Generale dello Yucatán comprendeva i territori degli attuali Stati Messicani di Campeche, Quintana Roo, Tabasco, Yucatán, nonché i territori del nord del Petén - nell'attuale Guatemala - e dell'attuale Belize. Nel 1786 la Corona Spagnola applica il regime delle intendenze e il territorio cambia nome diventando Intendencia de Yucatán, conservando gli stessi territori.
La lontananza geografica da Città del Messico ha consentito che la penisola dello Yucatán non fosse toccata militarmente dalla guerra d'indipendenza messicana, nonostante già vi fosse negli yucatechi uno spirito di libertà.
Durante la guerra d'indipendenza del Messico, nello Yucatán vi furono diversi gruppi indipendentisti, il più famoso dei quali era quello conosciuto con il nome di Sanjuanistas, dalla chiesa di San Juan in Mérida, dove erano soliti riunirsi, fondato dal parroco della chiesa, Vicente María Velázquez, Manuel Jiménez Solís, Lorenzo de Zavala e José Matías Quintana, padre di Andrés Quintana Roo. Quando la Costituzione di Cadice venne promulgata, i gruppi indipendentisti si divisero in due: chi appoggiava la Spagna e la Costituzione di Cadice e chi voleva l'indipendenza assoluta dalla Spagna.
Il 24 febbraio 1821, nella città di Iguala de la Indipendencia, Guerrero, venne proclamato il Piano di Iguala, con il quale si dichiarava per la prima volta l'indipendenza del Messico; contemporaneamente, Echeverri, governatore dello Yucatán, dichiarò l'indipendenza dello Yucatán e cominciò le trattative per l'incorporazione dello Yucatán nell'Impero Messicano, che avvenne il 2 novembre 1821.

## Prima Repubblica dello Yucatán e il patto federale con il Messico
L'adesione dello Yucatán all'Impero Messicano di Iturbide fu per ottenere l'indipendenza dalla Spagna. Quando, il 19 marzo 1823, Augustin I abdicò, sconfitto da Antonio López de Santa Anna, e subentrò la repubblica, lo Yucatán decise di aderirvi in maniera più seria, fin quando la repubblica fosse una federazione di Stati e le decisioni del centro non sacrificassero gli interessi degli yucatechi.
Il 29 maggio 1823, lo Yucatán si unì alla Federazione Messicana come Repubblica Federata, nacque così la prima Repubblica dello Yucatán, come risulta dai decreti del Congresso Yucateco.
La Costituzione Politica dello Yucatán del 1825, nel riconoscere il governo centrale messicano, stabilì il principio che lo Yucatán ne faceva parte solo ed esclusivamente come Repubblica Federata, con il diritto a una propria costituzione e una propria autonomia legislativa.
Cosicché, nel 1835, quando il Messico adottò un governo centralista e trasformò gli Stati federati in dipartimenti, scomparendo la condizione di Repubblica Federata, finì la I Repubblica dello Yucatán.

## Antecedenti della II Repubblica dello Yucatán

### Caso texano
Il Texas fu colonizzato, fin dall'epoca del viceregno, da coloni anglosassoni, provenienti dagli attuali Stati Uniti d'America. Con l'indipendenza del Messico dalla Spagna, il territorio del Texas formò parte integrante del Messico, come uno dei due stati costituenti lo Stato di Coahuila y Texas.
Quando il Messico, sotto la guida del generale Santa Anna, nel 1835 adottò una riforma centralista, trasformando gli Stati in Dipartimenti, in Texas fu forte lo scontento dei coloni anglosassoni, che chiesero aiuto militare agli Stati Uniti; a quel tempo il governo degli Stati Uniti, convinto della dottrina Monroe, espandeva i propri territori al sud e all'ovest, e vide con favore l'appoggio al Texas. Con l'appoggio statunitense, il Texas divenne indipendente e nacque la Repubblica del Texas, il cui primo vicepresidente fu un messicano nato nello Yucatán, Lorenzo de Zavala.
Successivamente il Texas divenne parte degli Stati Uniti d'America.

### Caso del Centroamerica
Quando la Nuova Spagna ottenne l'indipendenza dalla Spagna nel 1821, e nacque il I Impero messicano, alcune regioni, approfittando del movimento di liberazione, vi si incorporarono, come le Province Unite dell'America Centrale, per separarsene poco tempo dopo. Fu il caso del Guatemala, che insieme al Chiapas formava la Capitaneria Generale del Guatemala (Capitanía General de Guatemala), mentre il Chiapas se ne separò ulteriormente, attraverso una votazione, per entrare nell'Impero Messicano.

### Conflitto culturale con il Messico
Lo Yucatán era un territorio con un modo di pensare molto differente dal resto del paese. Tra le varie ragioni, il passato preispanico di entrambi: il Messico erede di una cultura principalmente azteca, Yucatán erede di una cultura maya; lo Yucatán conquistato da Francisco de Montejo, il Messico da Hernán Cortés.
Rispetto al resto del Messico, lo Yucatán è sempre stato un paese con idee più liberali: fu il primo Stato del Messico ad affermare la libertà religiosa ed è stato strenuo difensore del federalismo.

### Federalisti e centralisti in lotta per il potere in Messico
La Costituzione Federale Messicana del 1824, frutto del governo repubblicano sorto dopo l'Impero di Agustín de Iturbide, soddisfaceva pienamente gli ideali yucatechi, definendo gli Stati come entità sovrane e con potere di autogoverno, seppure riuniti nella nazione messicana.
A quel tempo, in Messico vi erano due correnti politiche che si contendevano il governo: i federalisti, che difendevano la separazione dei poteri, e i centralisti, che concentravano tutta l'autorità nel Presidente della Repubblica.

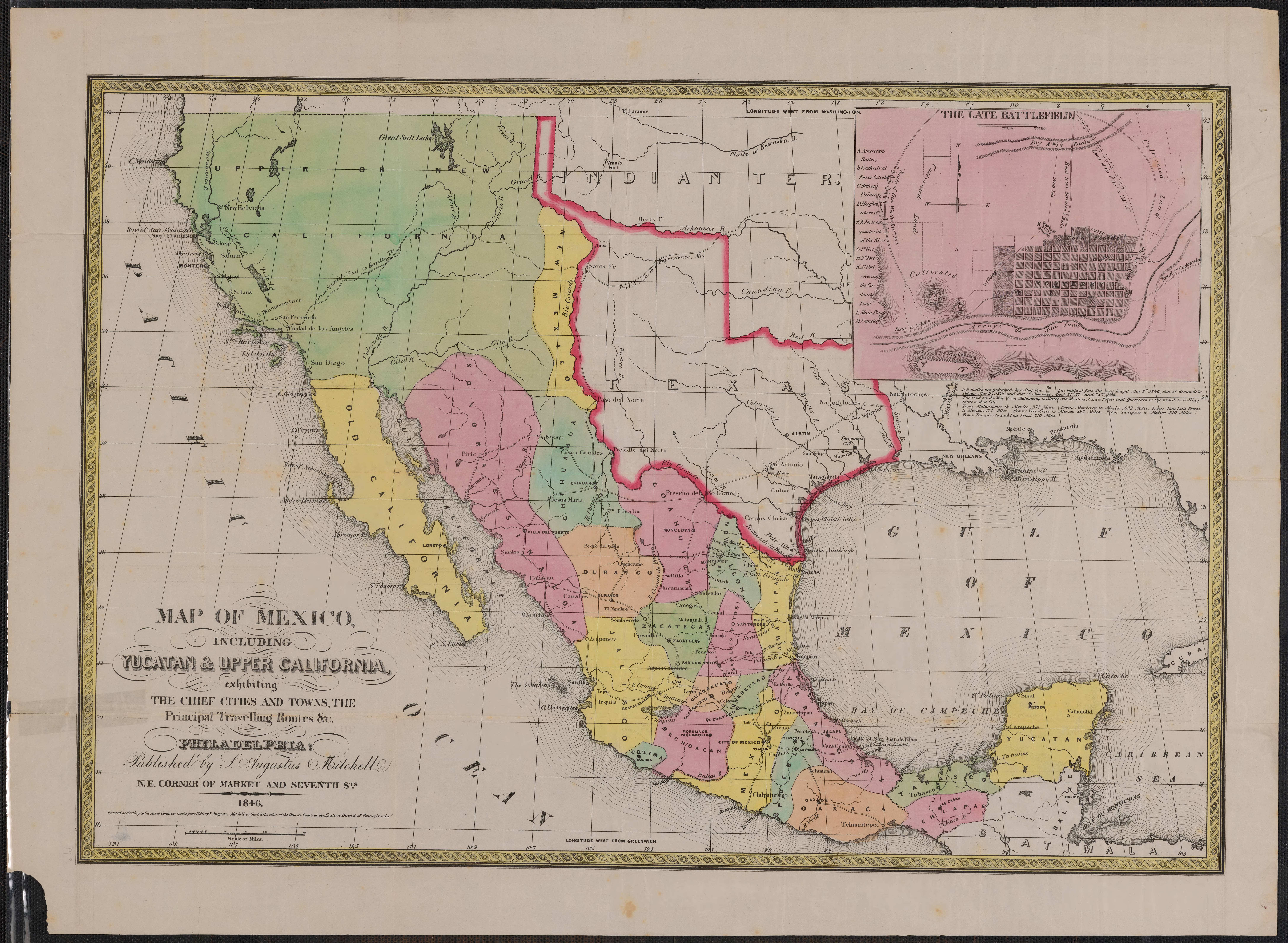
Il Messico nel 1847

I federalisti governarono il Messico dalla nascita della repubblica fino al 1835; durante questo periodo lo Yucatán fece parte del Messico come Repubblica Federata e autogovernata.
Nel 1835 presero il potere i centralisti, e da Città del Messico fu nominato il governatore dello Yucatán; inoltre, il governo centrale inviò i contadini yucatechi a combattere la guerra contro il Texas, fatto che danneggiò l'economia yucateca e indignò il popolo.

## Seconda Repubblica
Con la riforma costituzionale di Santa Anna, che trasformò gli Stati federati in Dipartimenti e, quindi, non essendo più il Messico una federazione, vennero meno le clausole dell'incorporazione della penisola yucateca nella confederazione messicana. In Yucatán si andò formando un esercito federalista segreto per scacciare i centralisti.

### Dichiarazione di indipendenza
L'esercito federalista dello Yucatán, comandato dal capitano Santiago Imán, conquistò la città di Valladolid e il 12 febbraio 1840 fu emesso un atto, nel quale si stabiliva che il federalismo dovesse essere restaurato come forma di governo per combattere la povertà del territorio. Si esigeva, contemporaneamente, la restaurazione della Costituzione del 1824.
Sei giorni dopo, in presenza delle truppe della guarnigione di Mérida, al comando di Anastasio Torrens, venne firmato l'atto con il quale si appoggiava il movimento di Valladolid e si proclamava l'indipendenza dello Yucatán, finché il governo centralista messicano non avesse riconosciuto che lo Stato dello Yucatán era libero e indipendente, e non si fosse ristabilita la Costituzione Federale del 1824.
Il 1º ottobre 1841 la camera dei deputati locale approvò l'atto d'indipendenza della penisola dello Yucatán.

### Costituzione yucateca del 1841
La costituzione yucateca fu una delle più avanzate dell´epoca. Tra le innovazioni principali, sono da ricordare:
- Garanzie individuali: i diritti fondamentali sono riconosciuti a tutti gli abitanti dello Stato, indigeni o stranieri;
- Riconoscimento della libertà di culto, anche se la religione di Stato era quella cattolica;
- Istituzione di una giuria popolare;
- Soppressione dei privilegi civili e militari;
- Istituzione dell'amparo.

### Santa Anna, presidente del Messico

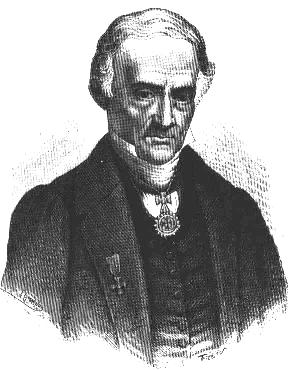
Don Andrés Quintana Roo

Mentre ciò accadeva nello Yucatán, a Città del Messico il governo del presidente Anastasio Bustamante era molto debole per le continue insurrezioni armate dell´epoca. Nell'ottobre del 1841 Antonio López de Santa Anna riunì tutti i ribelli a Tacubaya, nel Distretto Federale Messicano e occupò la presidenza della Repubblica, radicalizzando la forma centralista del suo governo.
Fedele ai propri principii, lo Yucatán non appoggiò questo movimento.
Il nuovo presidente Santa Anna incaricò Andrés Quintana Roo - oriundo di Mérida - di stabilire un dialogo con le autorità yucateche e con il Parlamento Yucateco, affinché si reincorporassero nel Messico.
Il 28 e 29 novembre del 1841 furono firmati i trattati, nei quali si stabiliva che lo Yucatán conservava le proprie leggi e le proprie imposte doganali, nonché la libera introduzione nei porti della Repubblica Messicana delle proprie merci.

### Piano di Tacubaya e violazione dei trattati di Andrés Quintana Roo
Il Piano de Tacubaya (Plan de Tacubaya) fu una dichiarazione politica formulata dal generale conservatore Félix María Zuloaga il 17 dicembre 1857 a Tacubaya, a nome della guarnigione militare.
La dichiarazione aveva lo scopo di abolire la Costituzione del 1857, e, dando il potere al presidente eletto Comonfort, prevedeva la convocazione di un'Assemblea Costituente con lo scopo di redigere una nuova Costituzione, da sottoporre a referendum popolare; oltre al presidente Comonfort, aderirono al piano gli Stati di Puebla, Tlaxcala, Veracruz, Messico, Chiapas, Tabasco e San Luis Potosí.
Il governo centralista di Santa Anna fu il primo a ignorare i trattati tra Andrés Quintana Roo e Yucatán, esigendo che lo Yucatán si unisse al Messico accettando totalmente il Piano di Tacubaya, e che il territorio yucateco si sottomettesse alle leggi del Congresso Messicano; inoltre, essendo il Messico in guerra con i texani, lo Yucatán doveva rompere qualsiasi relazione con il Texas.

### Invasione armata della Penisola
Fallendo nel tentativo di sottomettere lo Yucatán, il generale Santa Anna inviò forze militari nella penisola per sconfiggere i federalisti. Nell'agosto del 1842 quattro navi da guerra comandate dal capitano Tomás Marín si presentarono al largo delle coste dell´Isola del Carmen, l'attuale Ciudad del Carmen, con l'obiettivo di riportare lo Yucatán nella Repubblica Messicana. In pochi giorni la città fu conquistata senza incontrare alcuna resistenza.
L'esercito di Santa Anna, rafforzato da quattromila soldati, si diresse verso il prossimo obiettivo: la città di Campeche; fu conquistata la città di Champotón, nell'attuale stato di Campeche, e si diresse verso la capitale Mérida, conquistando le città di Motul, Tixkokob e Tixpéhual.
Arrivato nei pressi di Mérida, l'esercito messicano si rese conto che gli yucatechi avevano pronta la difesa della città e potevano contare su undicimila indios maya come rinforzo. Il 24 aprile 1843 il generale Peña y Barragán si arrende e ritira le truppe messicane via mare fino a Tampico.

## Reincorporazione temporanea nella Repubblica Messicana
Santa Anna si rifiutò di riconoscere l'indipendenza dello Yucatán dalla Repubblica Messicana, e proibì l'ingresso di navi battenti bandiera yucateca nel territorio della repubblica, così come il transito di navi messicane nello Yucatán; il commercio della penisola con il Messico fu azzerato, con enorme danno per l'economia yucateca.
I governanti yucatechi cominciarono a trattare con il governo centrale, ponendo le proprie condizioni, e il 5 dicembre 1843 il governo di Santa Anna firmò alcuni accordi che concedevano allo Yucatán piena autonomia, purché si reintegrasse nel Messico con questo carattere eccezionale rispetto agli altri stati.
Il territorio dello Yucatán era uno Stato sovrano con facoltà di eleggere i propri governanti, cosa che non accadeva negli altri Stati del Messico.
Nel febbraio 1844 il governo centrale annullò le leggi eccezionali per lo Yucatán, in quanto considerate in contrasto con le Basi Organiche del governo centrale.
Alla fine del 1845, il Congresso dell´Unione ratificò tale decisione.

## Secondo periodo di separazione
Il 1º gennaio 1846 l'Assemblea Dipartimentale dello Yucatán dichiarò, ancora una volta, l'indipendenza dal Messico.

### Mérida contro Campeche e l'invasione statunitense
Il 25 settembre 1846 il governo messicano abrogò le leggi del 21 febbraio 1844 e riconobbe i trattati del 1843 tra il Messico e lo Yucatán, reintrodusse la Costituzione messicana del 1824 e diede al paese, nuovamente, una forma federalista.
Se a Mérida la notizia fu appresa con entusiasmo e con l'intenzione di reintegrarsi nella Repubblica Messicana, a Campeche la reazione fu contraria, soprattutto perché il Messico era in guerra con gli Stati Uniti.
La rivalità tra Mérida e Campeche arrivò al punto che agli inizi del 1847 lo Yucatán aveva due governi, uno a Campeche e l'altro a Mérida.
La flotta statunitense prese Ciudad del Carmen nell´ottobre 1846. Lo Stato di Campeche optò per la neutralità nella guerra con gli Stati Uniti, in modo da poter recuperare il controllo dei propri porti; di conseguenza Campeche si pronunciò contro il governo di Mérida.
Il 21 gennaio 1847 la capitale dello Yucatán fu trasferita nella città di Campeche e il governo dello Yucatán viene preso dagli abitanti dello Stato di Campeche.
Il nuovo governo dello Yucatán inviò a Washington una delegazione per evitare il blocco dei porti della penisola, sottolineando la posizione neutrale dello Yucatán nella guerra, e offrendo, anche, l'annessione dello Yucatán agli Stati Uniti.

### La Guerra delle Caste
Il 30 luglio 1847 i maya presero le armi contro la popolazione bianca e meticcia, a causa della situazione in cui vivevano, dalla città di Tepich.
Approfittando dell'esperienza bellica acquisita nelle continue guerre civili dello Stato, il movimento ribelle fu capeggiato e organizzato da Manuel Antonio Ay, cacicco di Chicimilá; Cecilio Chi, cacicco di Tepich, e Jacinto Pat, cacicco di Tihosuco.
Questi fecero proselitismo presso le popolazioni. Scoperto, il 26 luglio 1847, Manuel Antonio Ay fu giustiziato nella città di Valladolid. Fu la scintilla che fece scoppiare la rivolta.
La popolazione bianca di Tepich fu uccisa.
Il governo yucateco intervenne immediatamente contro gli indigeni: furono uccisi i cacicchi di Motul, Nolo, Euán, Yaxkukul, Chicxulub, Acancéh, e altri, mentre i villaggi del sud e dell'est furono conquistati dai ribelli che uccisero gli abitanti.
Il 21 febbraio 1848, dopo aver conquistato Peto, Valladolid, Izamal e altri duecento villaggi, gli indigeni assaltarono Bacalar, uccidendo la maggior parte della popolazione. Si salvò solo chi, nella notte, fuggì verso l'Honduras Britannico, rifugiandosi presso il villaggio di Corozal Town.
In cambio di aiuto militare, il governo dello Stato dello Yucatán offrì la sovranità yucateca a Cuba, Giamaica, Spagna, Inghilterra e Stati Uniti, senza che nessuno rispondesse.
La rivolta fu di tale portata che la popolazione non indigena dello Yucatán rischiò di scomparire.
Il 19 aprile 1848 fu firmato l'Accordo di Tzucacab (Convenio de Tzucacab), con il quale furono ridotte le imposte a carico degli indigeni, che furono autorizzati a bruciare i monti per poter seminare.
Cecicilio Chi, capo dei maya dell'est, l'attuale Stato di Quintana Roo, non riconobbe l'accordo, volendo lo sterminio totale dei bianchi.
La guerra continuò e i ribelli occuparono buona parte della penisola yucateca.

### Reincorporazione definitiva nel Messico
Dopo aver chiesto e ottenuto aiuto economico e militare dal governo messicano, il 17 agosto 1848 lo Yucatán si reincorporò definitivamente nella Repubblica Messicana, e tornò in vigore la costituzione yucateca del 1825.
Con l'aiuto delle truppe messicane, il governo yucateco recuperò gran parte del territorio perso: le città di Izamal, Tunkás, Ticul, Tekax, Sotuta, Cantamayec, Yaxcabá, Tihosuco, Calotmul e Valladolid.
Nell'agosto del 1848 la ribellione fu soffocata, senza che questo significasse la fine della Guerra delle Caste che durò fino al 1901.